# Collégiale Saint-Sauveur de Grignan
La collégiale Saint-Sauveur de Grignan est une ancienne collégiale construite au XVIe siècle à Grignan. Elle est classée monument historique.

## Historique
La collégiale abrite la tombe de la marquise de Sévigné et se situe sous la terrasse sud-ouest du château de Grignan. La dalle funéraire est gravée de l'inscription: "Cy gît Marie de Rabutin Chantal, Marquise de Sévigné, décédée le 18 avril 1696".
En 1484, Gaucher Adhémar de Monteil fonde un collège de prêtres dans l'église paroissiale Saint-Jean-Baptiste
En 1515, l'église est érigée en collégiale avec un chapitre de chanoines. Gaucher Adhémar veut en faire une collégiale funéraire pour sa famille dont les membres étaient ensevelis dans l'église des frères mineurs de Valréas.
La décision de construire une nouvelle église collégiale est prise en 1526.
C'est Louis Adhémar de Monteuil, proche du roi François Ier, après son mariage avec la nièce du cardinal de Tournon, qui entreprend de construire, de 1535 à 1544, une collégiale funéraire au goût du jour. Le 12 janvier 1535, le bâtiment est commandé au maître maçon Jean de l'Occhia, ou Jean Delauche. Il a encore une structure gothique. Le bâtiment est achevé avant 1539.
Entre 1538 et 1540, Louis Adhémar de Monteil est nommé ambassadeur à Rome. Cette nomination va probablement être décisive pour la reprise des travaux de la façade avec un portail à l'antique dont les travaux ont été confiés entre 1539 et 1542 au maître maçon picard Antoine Soysson. On peut lier l'exécution de ce portail à la réalisation de la nouvelle campagne de construction du château vers 1545.
Une bulle du pape Paul III, du 28 septembre 1539, érige l'église en collégiale (avec l'acceptation d'une toiture terrasse, une inhabituelle élévation vers Dieu), ce qui augmenta considérablement les revenus de son chapitre.
En 1543, les boiseries initiales et les stalles sont réalisés par Eustache et Alexandre Coulombet, menuisiers à Pont-Saint-Esprit.
Les chanoines entrent dans la collégiale le 1er janvier 1543.
Les vitraux sont en cours de réalisation en 1544.

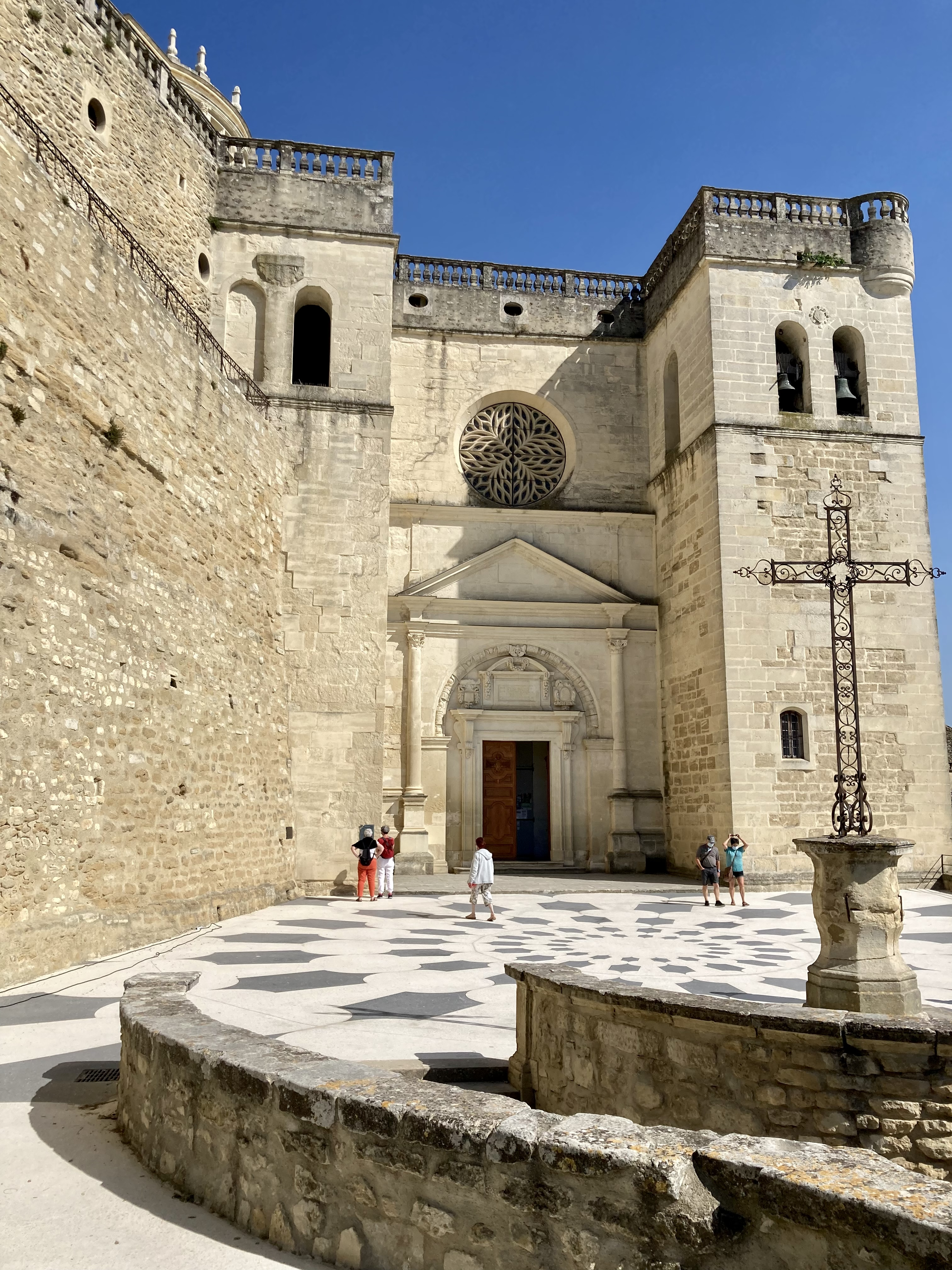
Façade Ouest
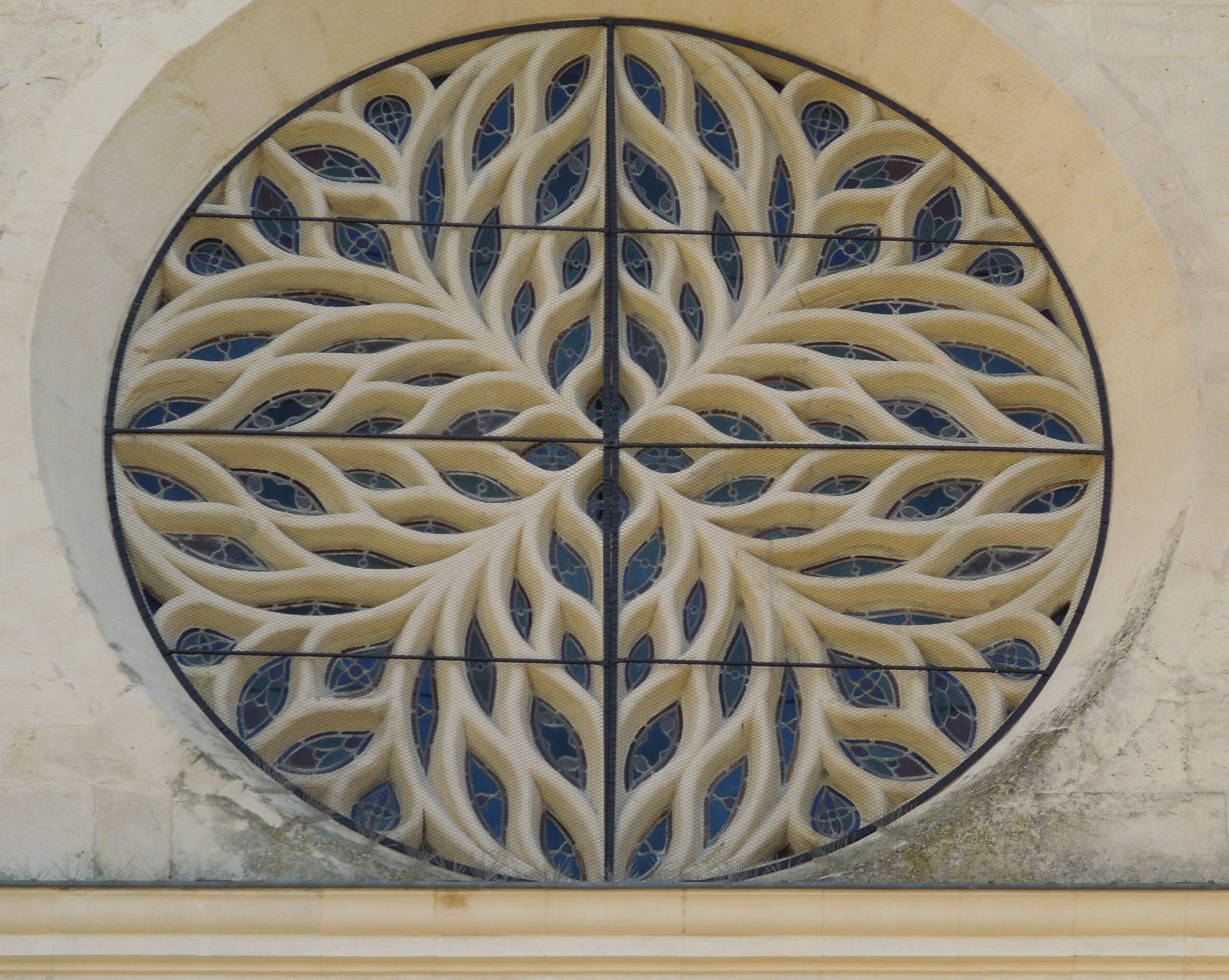
Rose façade Ouest.
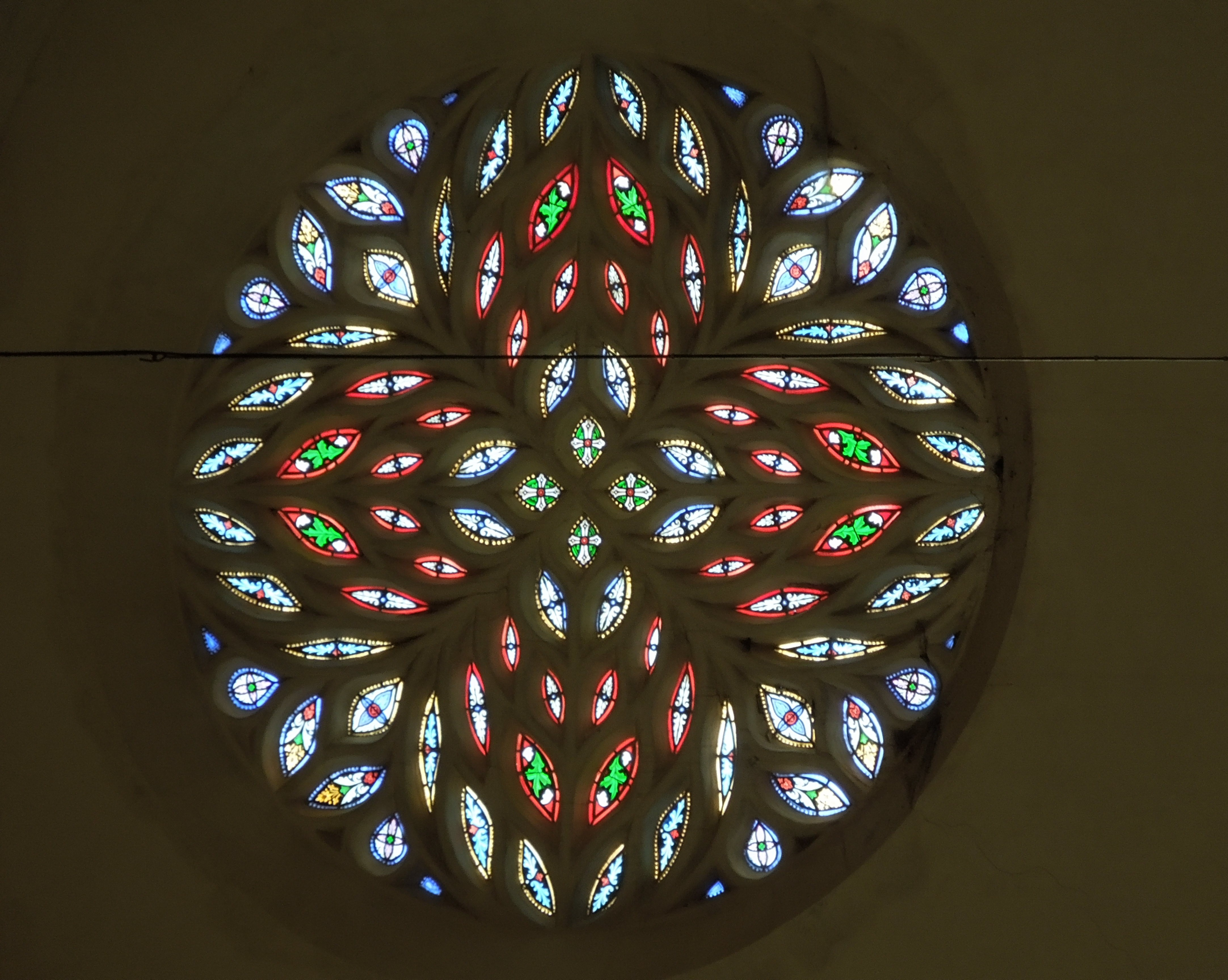
Vitraux rose Ouest.
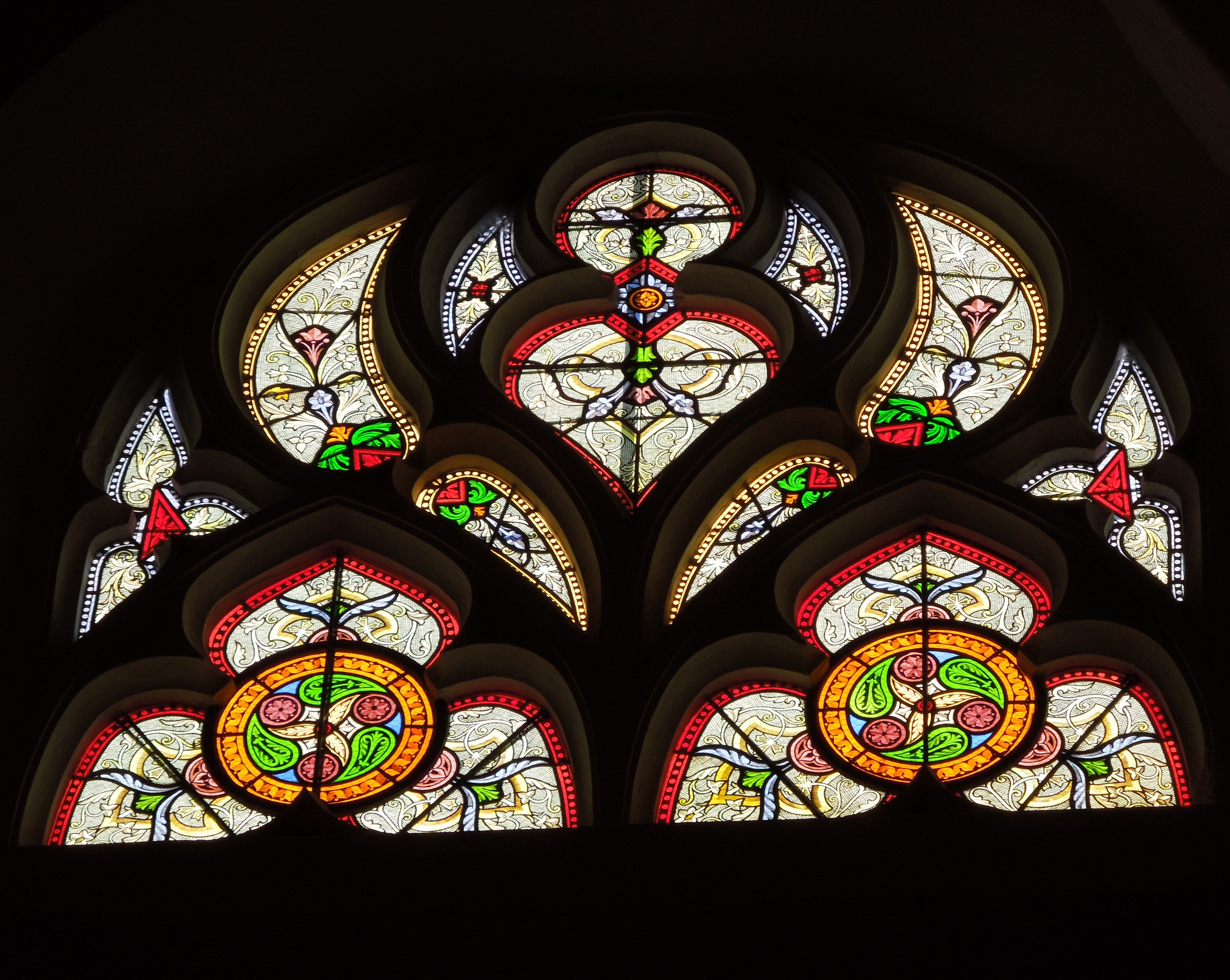
Vitrail, détail.
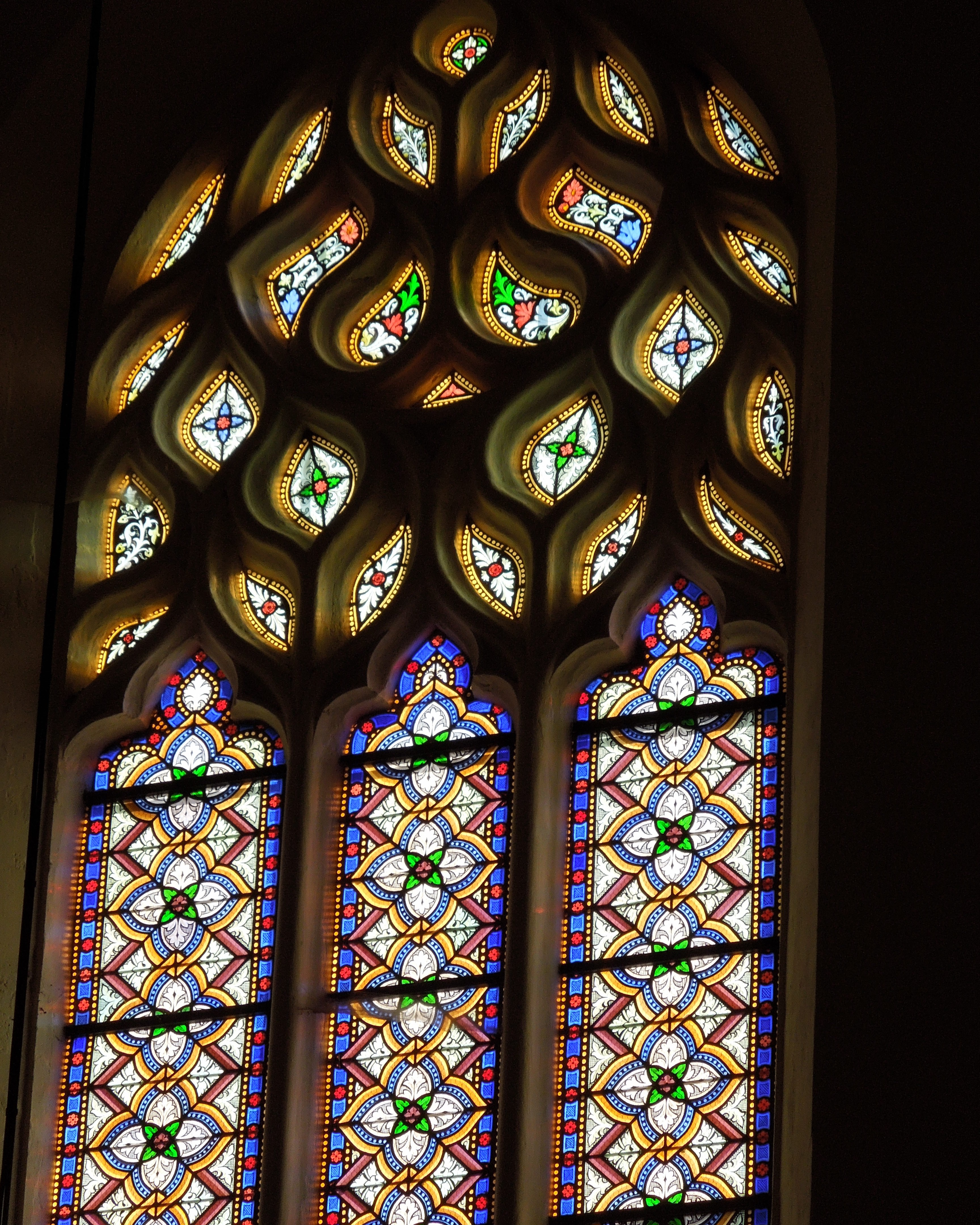
Baie et ses vitraux.
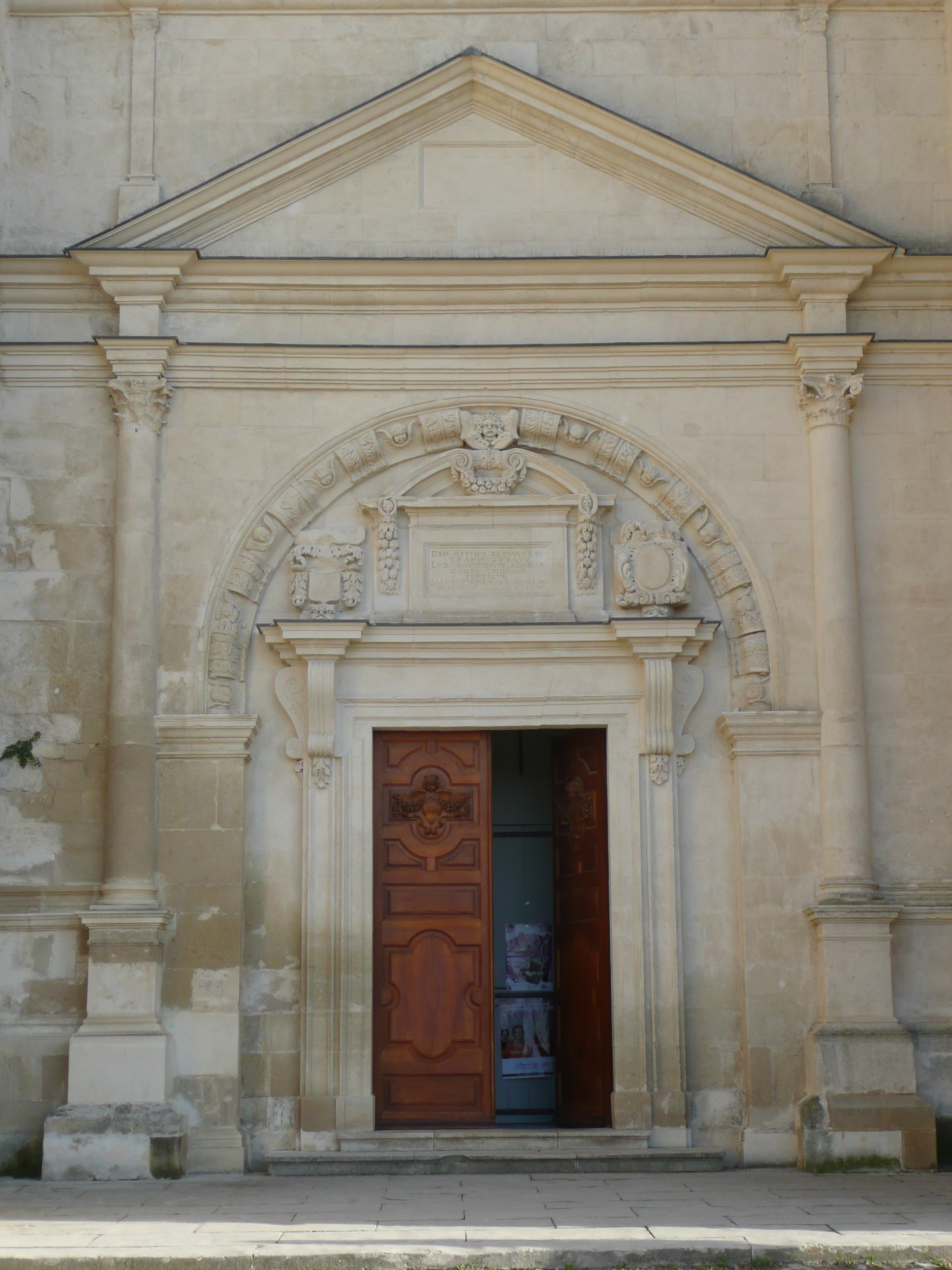
Portail Ouest.
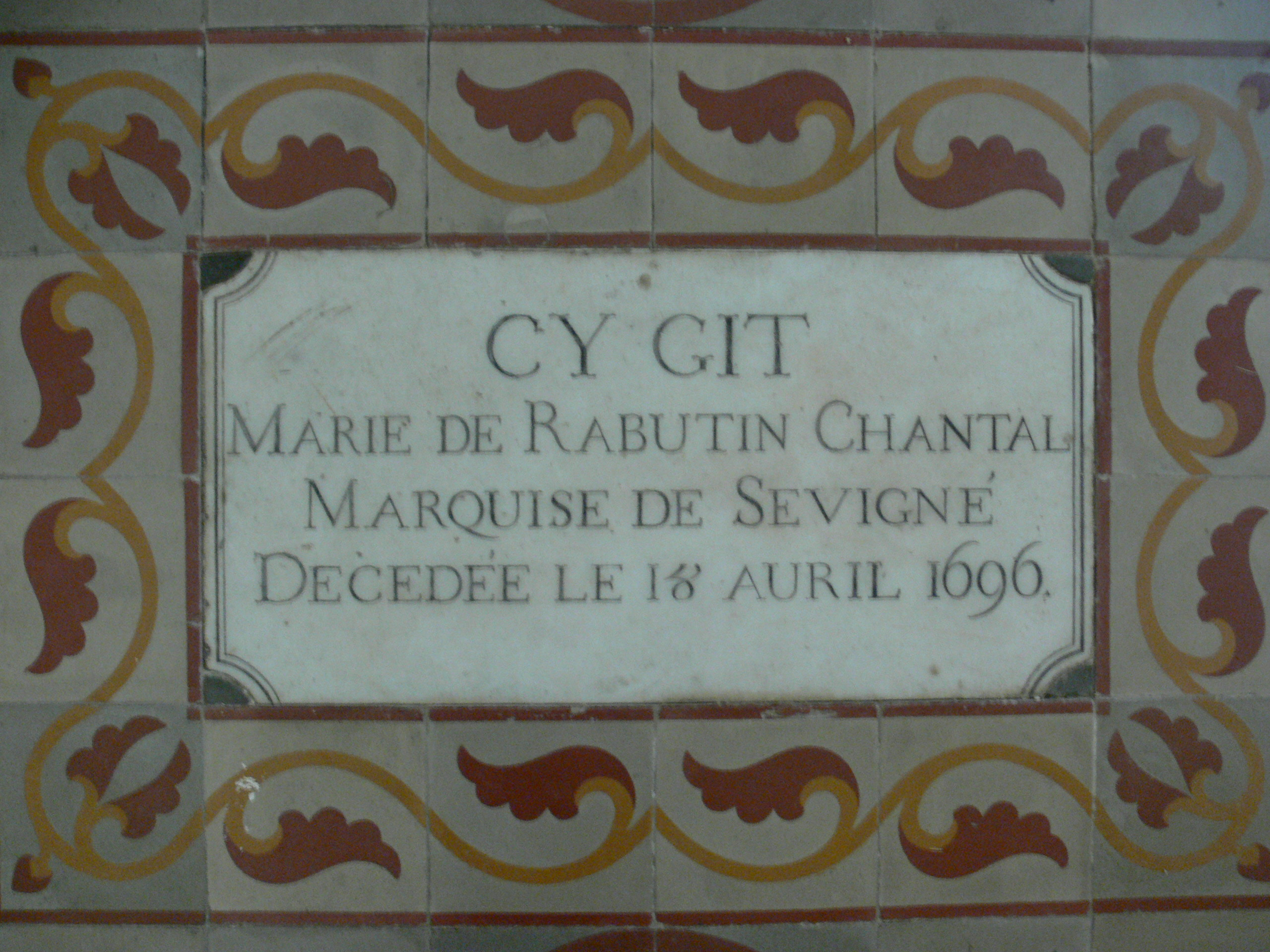
Pierre tombale de Madame de Sévigné.

Une petite tribune accessible par la basse-cour du château permet au seigneur de Grignan, fondateur du chapitre, et à ses proches d'assister aux offices canoniaux.
En 1568 les huguenots détruisent une partie de la façade de la collégiale. Des réparations provisoires permettent la reprise des offices canoniaux et paroissiaux. Cependant, la visite pastorale de 1602 va imposer de limiter le service paroissial à la grande sacristie.
Louis-Gaucher de Castellane-Adhémar de Monteil entreprend la restauration de la collégiale. À cette occasion il fait remplacer en 1632 le maître-autel surmonté d'un retable qui avait fortement souffert des guerres de religion par celui visible actuellement ; il est décoré d'une toile représentant la Transfiguration encadrée de deux élégantes colonnes corinthiennes et des grappes de fruits entourent une inscription latine indiquant la restauration de l'église terminée seulement en 1654. L'installation de l'ensemble maître-autel et retable avait nécessité la fermeture de la fenêtre axiale de l'abside.
Louis-Gaucher s'était également engagé à faire entretenir et rénover les voûtes et la toiture de la collégiale selon besoin car la terrasse provoquait des infiltrations d'eau pouvant les mettre en péril. En 1675 et 1676 madame de Sévigné s'inquiète de la situation critique de cette terrasse. Une réparation intervient en 1680. C'est à cette époque que le parapet de la terrasse est remplacé par une balustrade.
Trois autres fenêtres ont dû être partiellement fermées : la première pour la réalisation de la petite sacristie contemporaine de la fin de la construction de la collégiale, la deuxième pour la construction de la cage d'escalier permettant d'accéder à la rue longeant l'église, la troisième pour la construction de la nouvelle chapelle de la Vierge Marie après 1650.
Le portail et l'escalier donnant accès au parvis de l'église depuis la rue ont été réalisés au XVIIe siècle.
L'église est classée par l'administration des Monuments Historiques sur la Liste de 1840 ; L'escalier menant à l'église est lui classé par arrêté du 4 octobre 1951.

## Présentation
Sa particularité vient de sa situation. L'église est située contre le flanc sud-ouest de la butte qui porte le château de Grignan et longe l'enceinte castrale. La présence de ses deux tours en façade donne une impression de puissance. La tour nord construite contre le rocher est pleine à sa base. La tour sud est creuse et porte le clocher. La construction contre le rocher fait que seul a été réalisé le bras sud du transept servant d'abord de première chapelle de la Vierge avant de devenir la grande sacristie. L'autre particularité de la collégiale, c'est sa couverture en terrasse qui est, en moyenne, à 6 mètres au-dessus de la basse-cour du château. Cette solution permet aux habitants et visiteurs du château d'avoir une vue exceptionnelle sur le pays de Grignan. La terrasse du château recouvre les dalles formant sa toiture d'où s'échappent les eaux pluviales par des gargouilles que terminent des têtes d'animaux fantastiques. La couverture en terrasse reprend un principe de construction rarement utilisé en France et qu'on ne voit guère qu'au château de Chambord.
La rosace de 3,80m de diamètre est du style gothique flamboyant du XVe siècle.
Dimensions de l'édifice: longueur 40,39 m, largeur 12,35 m, hauteur sous clef de voûte 17,02 m.

## L'orgue
L’orgue de Grignan, construit en 1662 par Charles Royer, facteur flamand originaire de Namur mais installé à Marseille, est l’instrument le plus ancien de la Drôme et l’une des richesses du patrimoine drômois. Son installation a nécessité l'occultation partielle de la baie du demi-transept sud. Il a été reconstruit en 1883 par Eugène Puget avec notamment élargissement du buffet originel sur les côtés; puis restauré en 1964 par Ernest Muhleisen dont les successeurs ont réalisé un relevage en 2002. Le buffet de l'orgue est classé au titre objet par les monuments historiques depuis le 12 novembre 1974.

## Le chœur
Le tableau du grand autel "la Transfiguration" date de 1630 ; il est signé Guglielmus Ernestinus.
Le retable en bois doré fut offert à la Collégiale par le doyen du chapitre, Charles d'Inguimbert et mis en place en 1634.
Le grand autel en bois doré a succédé à celui d'origine, en marbre. Le Bon Pasteur figure sur la porte du tabernacle. À gauche du retable, un médaillon représente le pape Paul III, à droite Charles d'Inguimbert, doyen du chapitre.
Sur les boiseries du chœur entourant le grand autel, qui datent du XVIIe siècle, 4 hauts-reliefs en bois doré représentent les Quatre évangélistes.
Sur le mur à gauche du chœur, un tableau Déposition de croix, signé Louis Candide Boulanger, cadeau de l'empereur Napoléon III.
À droite des fonts baptismaux, un tableau représente Elisabeth de Hongrie soignant un blessé, signé Oscar Gué (1809-1877).
La chaire date de 1848 ; on y accède par un escalier extérieur à la nef qui conduit aussi à l'orgue.
Les fonts baptismaux datent de 1687 et sont surmontés de la statue de Saint Jean Baptiste ; l'armoire de style Louis XIV s'orne de 3 panneaux représentant les symboles bibliques de l'eau.
La chapelle de la Vierge a été ouverte en 1681. Un tableau au-dessus de l'autel représente la vision du pape Pie V pendant la bataille de Lépante en 1571.
La tribune au fonds de l'église fut construite en 1664.

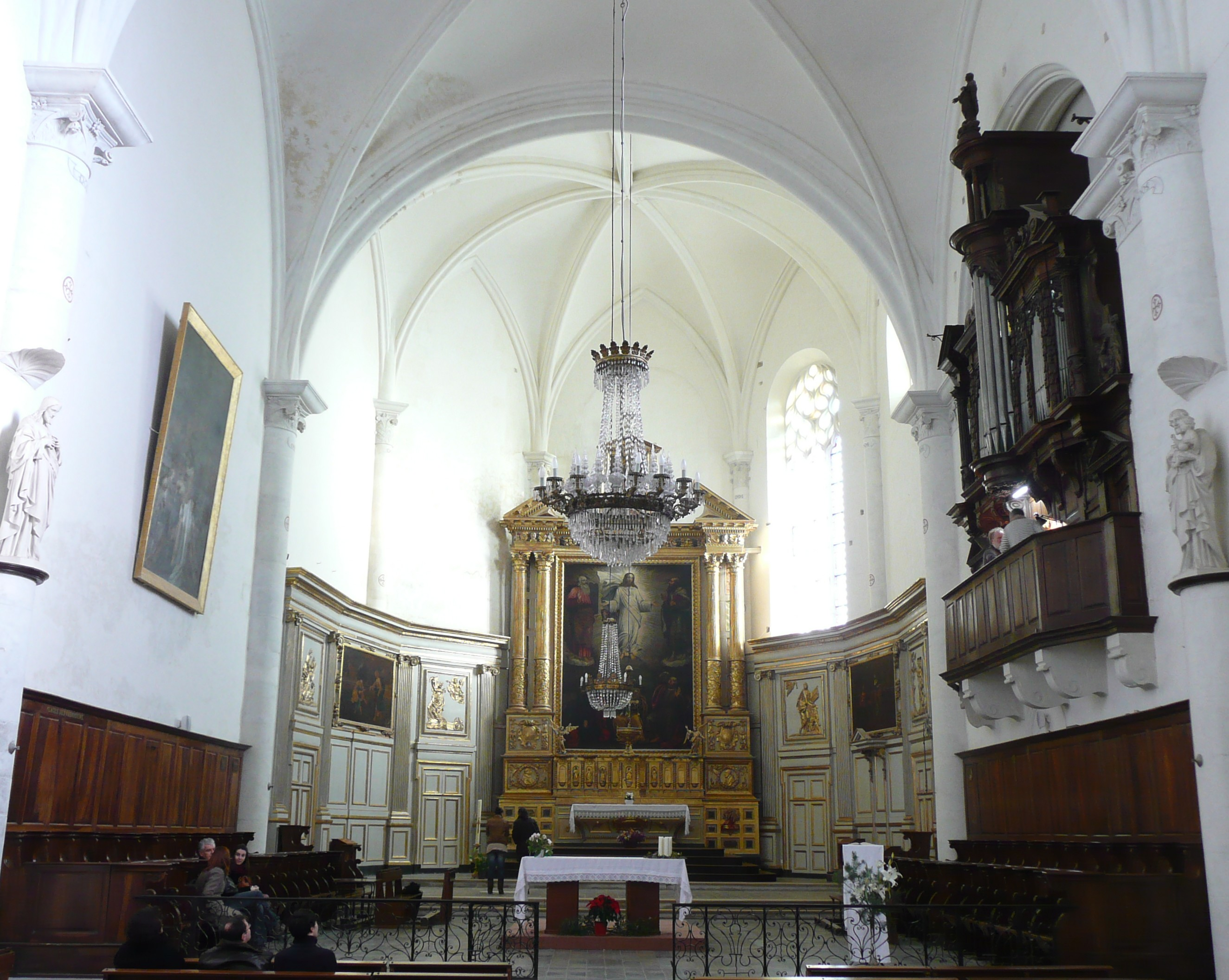
Le chœur, vue globale.
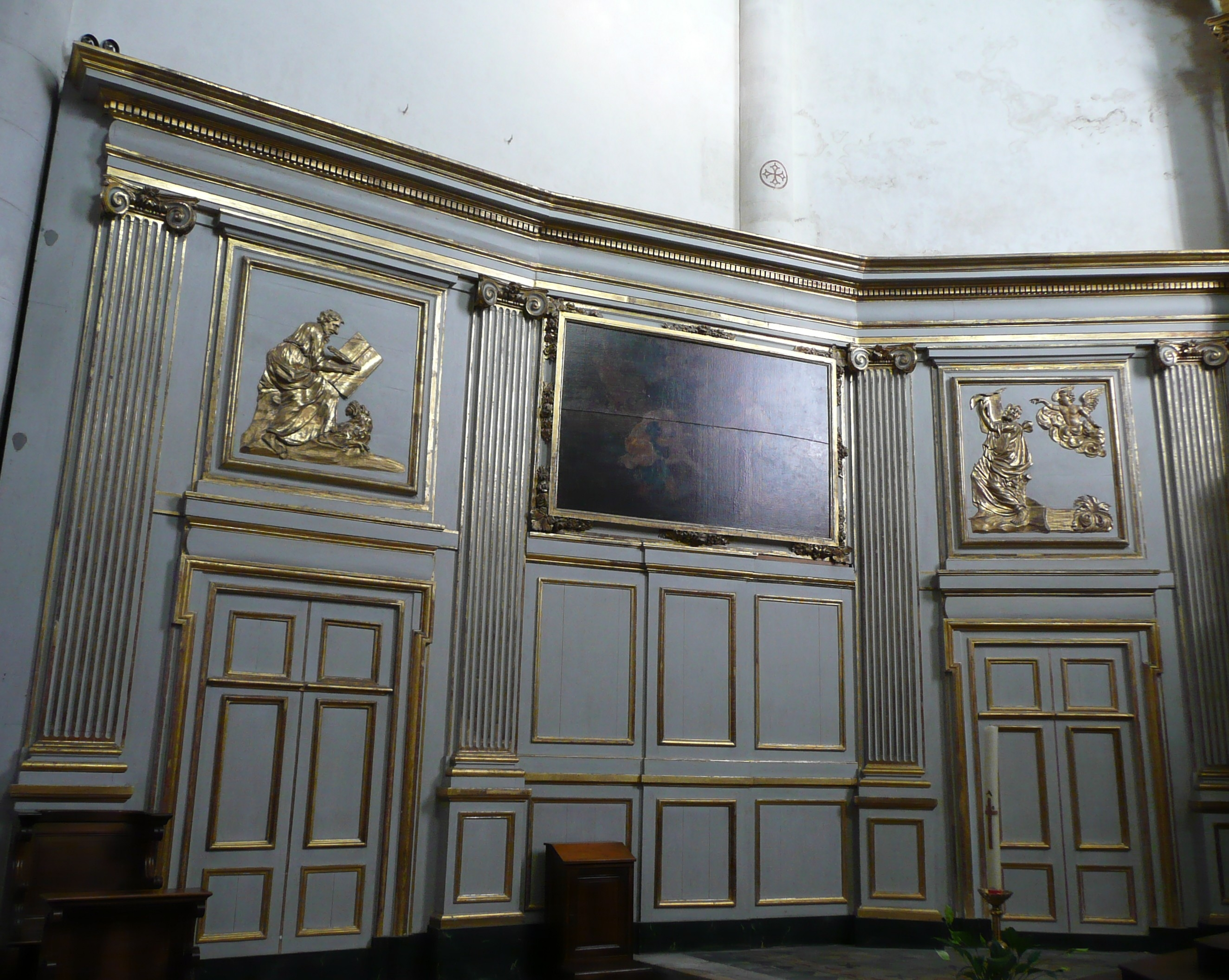
Chœur, boiseries gauches.
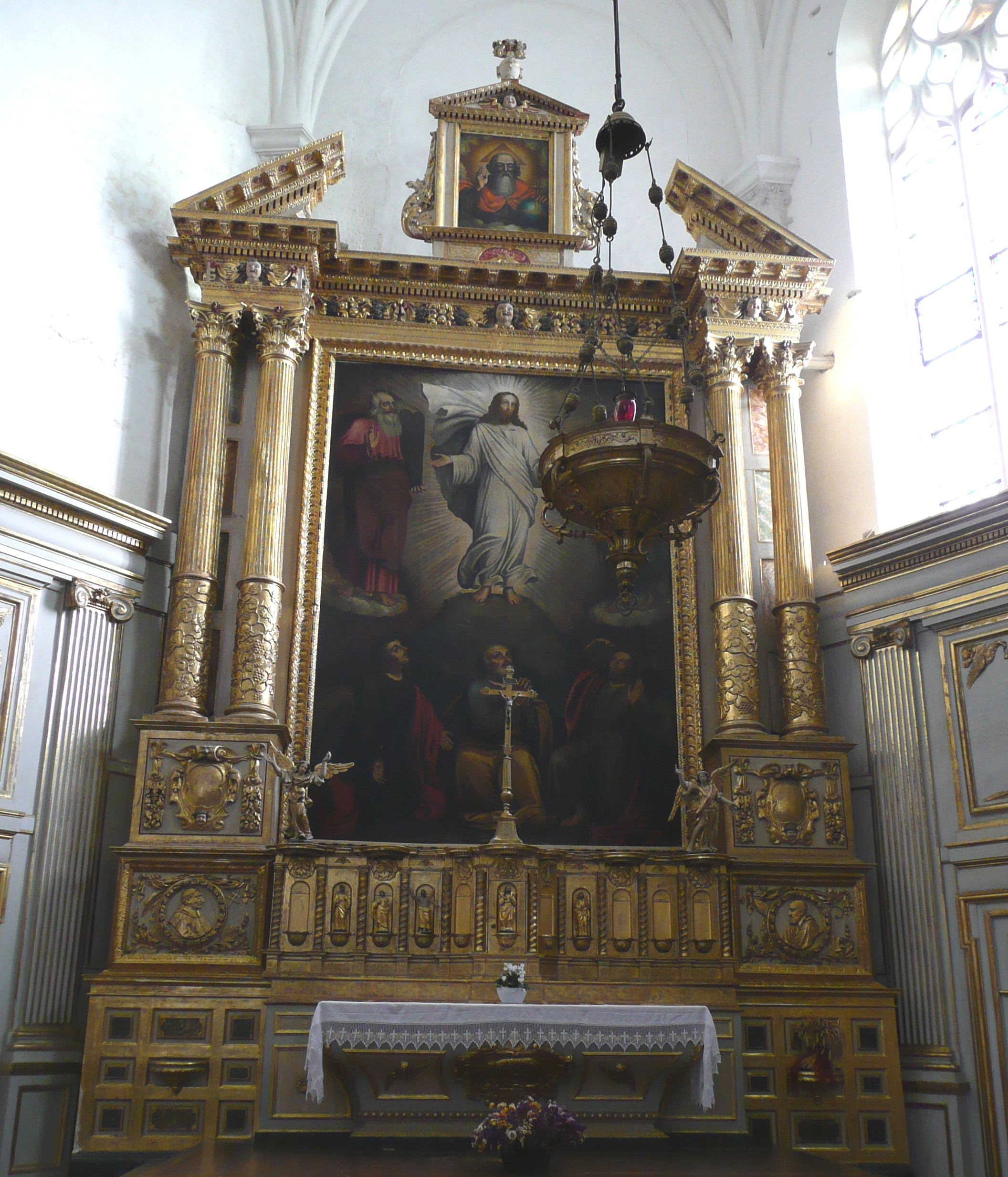
Grignan, Retable & maître-autel.
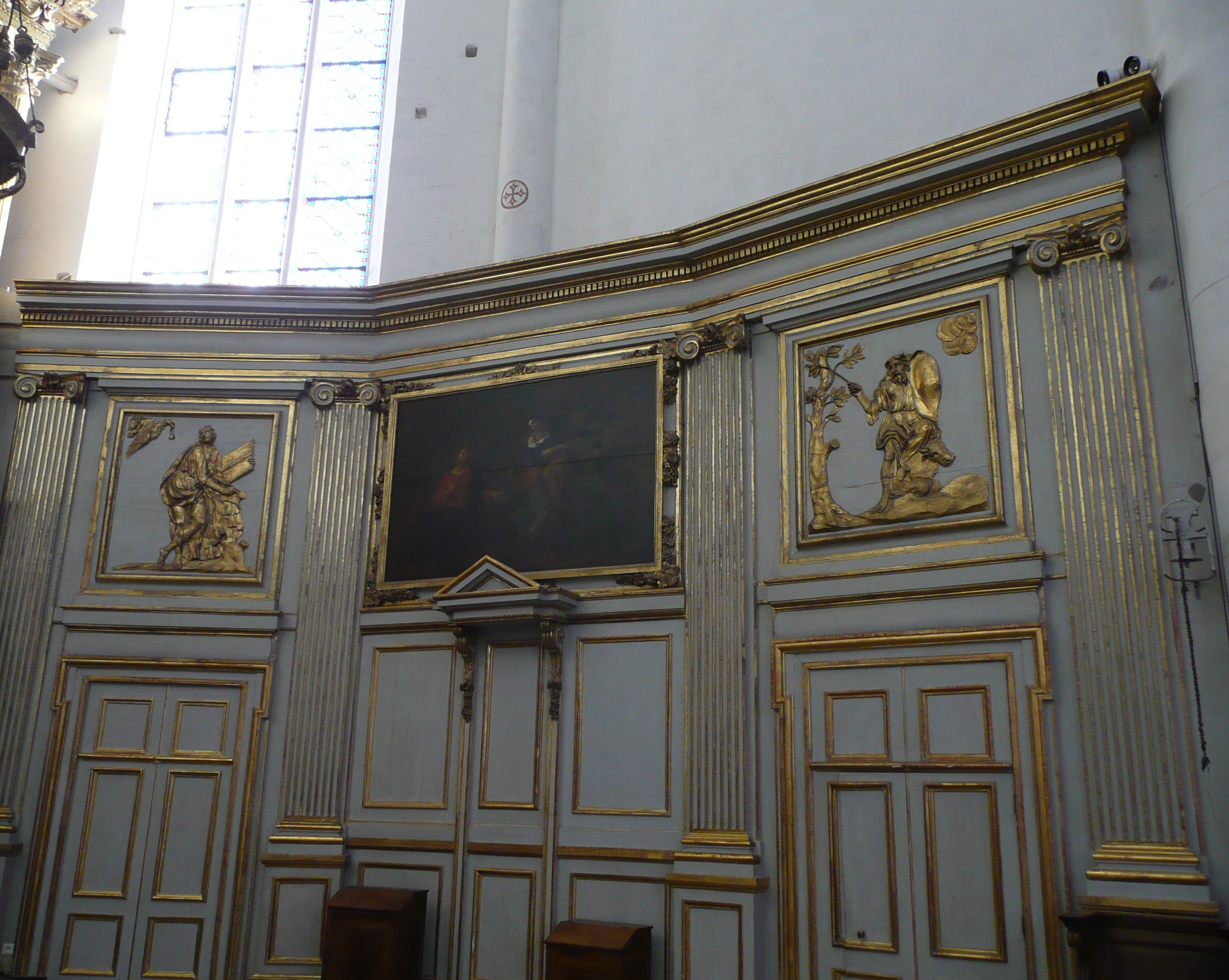
Chœur, boiseries droites.
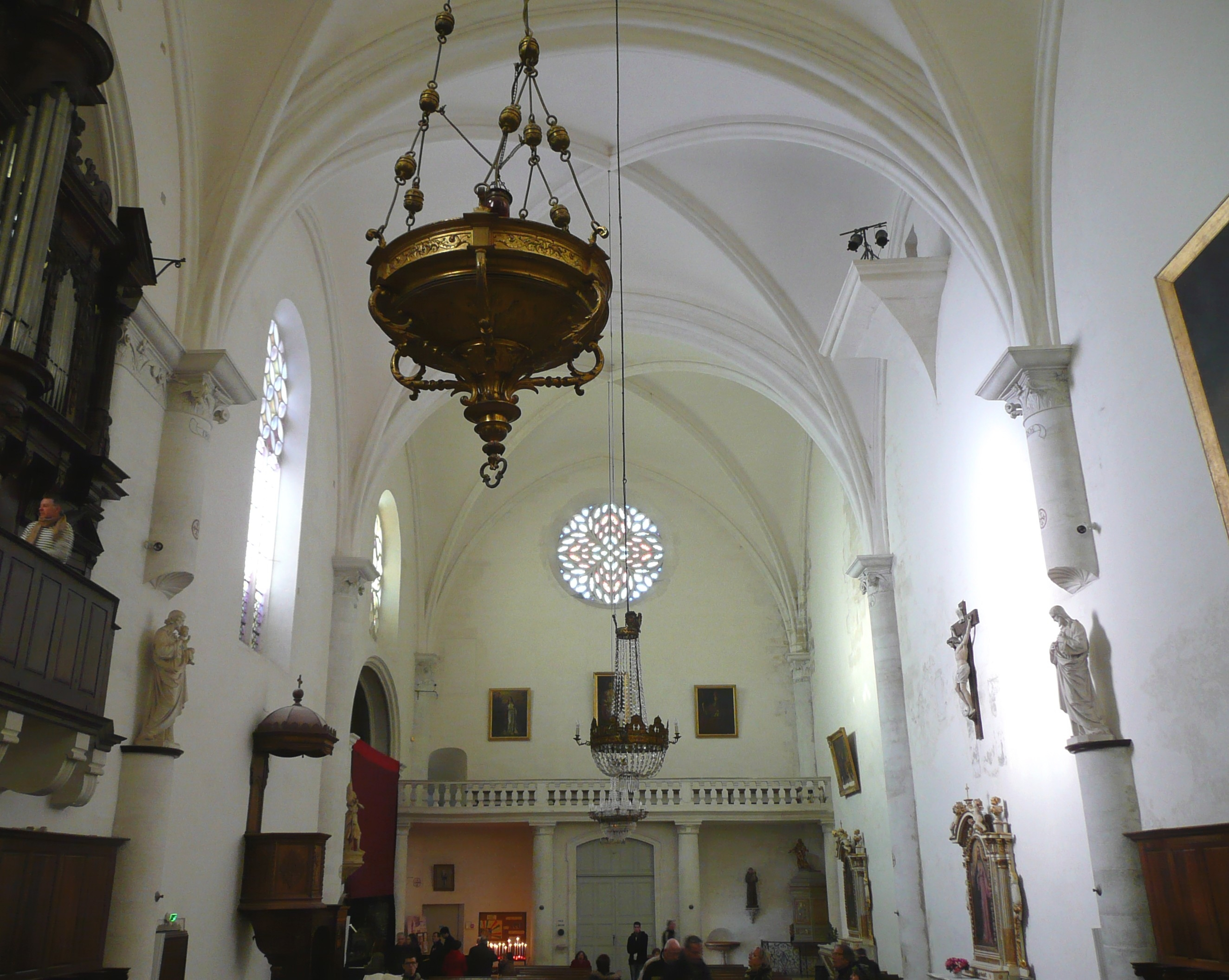
Nef vue du chœur.
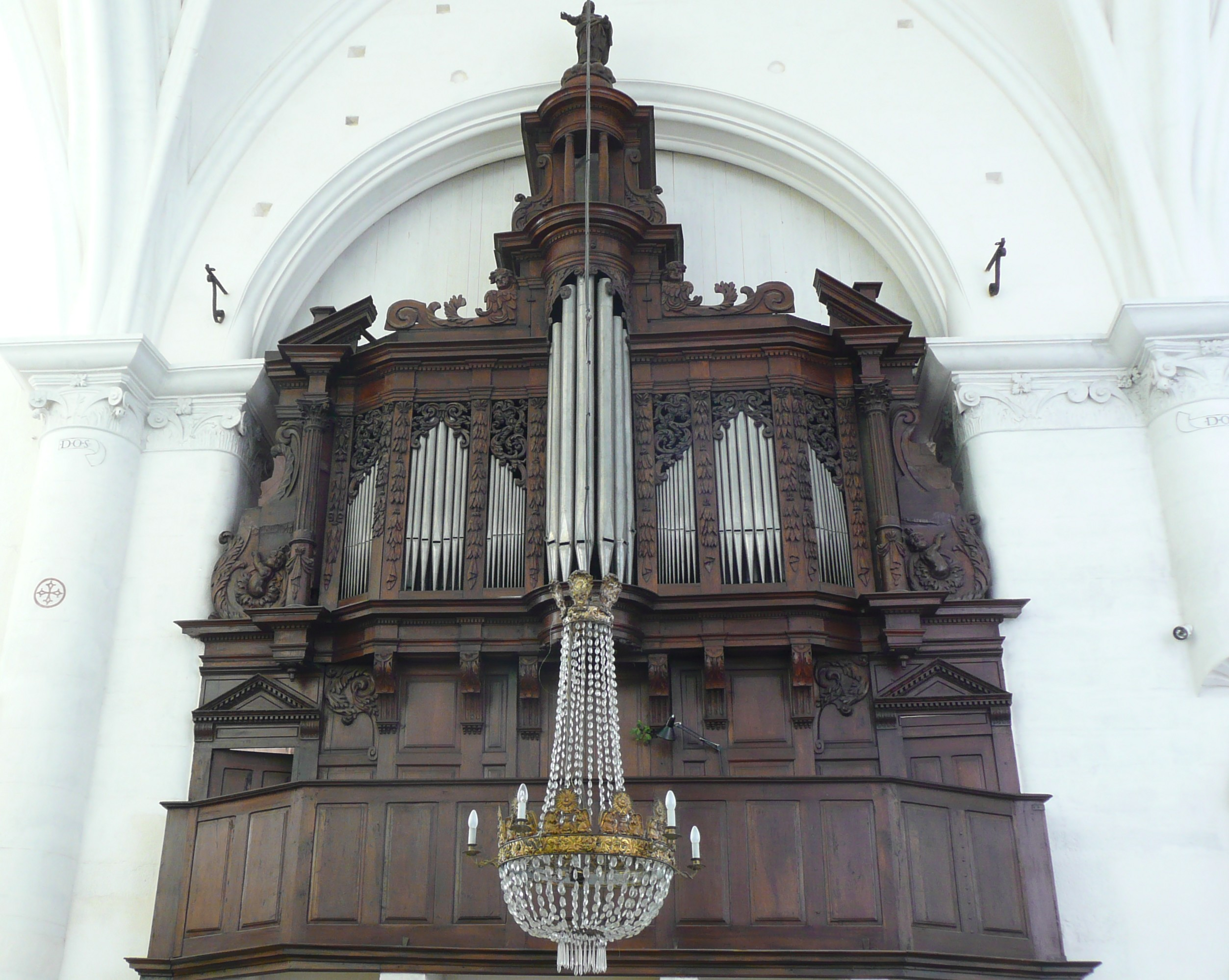
Orgue Charles Royer - Eugène Puget.